# توماس إم. ريس
توماس إم. ريس (بالإنجليزية: Thomas M. Rees)‏ (و. 1925 – 2003 م) هو سياسي، ومحامي أمريكي، ولد في لوس أنجلوس، كان عضوًا في الحزب الديمقراطي، توفي في سانتا كروز، كاليفورنيا، عن عمر يناهز 78 عاماً.

## مناصب
تولى منصب عضو مجلس النواب الأمريكي
- عضو جمعية ولاية كاليفورنيا  [لغات أخرى]‏
- عضو مجلس ولاية كاليفورنيا  [لغات أخرى]‏

.

## التعليم
تعلم في كلية اوكسيدنتال
.